# Metanema guatama
Metanema guatama là một loài bướm đêm trong họ Geometridae.